# Galium buekkense
Galium buekkense là một loài thực vật có hoa trong họ Thiến thảo. Loài này được Hulják mô tả khoa học đầu tiên năm 1927.